# 林昆鋒
林昆鋒（1975年11月20日—），台灣新聞主播，曾在年代新聞擔任《年代高峰會》節目主持人。

## 家庭
2006年3月，林昆鋒在公關公司春酒會場上認識黃文華，經過一段時間的交往後，林昆鋒在9月主動向黃文華求婚。2007年1月8日，林昆鋒前往新竹市迎娶黃文華，並於新竹國賓大飯店完成訂婚。2007年1月20日，兩人在台北華漾飯店結婚宴客。現育有二子一女。

## 經歷
2015年5月，林昆鋒以第一名成績，録取「台大國家發展研究所碩士班」，老婆、東森主播黃文華隔空祝賀，甜蜜送飛吻。

## 從政經歷
2017年5月，根據《蘋果日報》獨家報導，台北市政府內部不少人盛傳林昆鋒將入府負責新聞媒體操作，甚至擔任發言人工作。
2018年9月3日，林昆鋒、黃瀞瑩向柯文哲競選辦公室報到。
2020年11月，任基隆市政府綜合發展處長。至2022年12月25日

## 經歷
- 《年代新聞》晚報主播
- 《週末新聞追追追》節目主持人
- 《年代高峰會》節目主持人
- 台北市政府秘書處媒體事務組發言人
- 柯文哲競選辦公室發言人團長

## 注解
1. 1 2  . 新竹市政府全球資訊網. 新竹市政府. 2007-01-08  [2014-02-20]. （原始内容存档于2014-02-25） （中文（臺灣））.
2. 1 2  . 《自由時報》. 《自由時報》. 2015-05-14  [2018-12-22]. （原始内容存档于2018-12-22） （中文（臺灣））.
3. 1 2  許晉榮. . 蘋果日報 娛樂新聞. 台灣蘋果日報. 2007-01-21  [2014-02-20]. （原始内容存档于2016-07-08） （中文（臺灣））.
4. ↑  黃鋒府. . 蘋果日報 娛樂新聞. 台灣蘋果日報. 2011-07-29  [2014-02-20]. （原始内容存档于2016-03-04） （中文（臺灣））.
5. ↑  . 《自由時報》. 2018-12-22  [2015-05-14]. （原始内容存档于2018-12-22） （中文（繁體））.
6. ↑  陳思豪. . 《蘋果日報》. 2018-12-22  [2017-05-05]. （原始内容存档于2018-07-08） （中文（繁體））.
7. ↑  . 《自由時報》. 2018-12-22  [2017-05-05]. （原始内容存档于2020-07-13） （中文（繁體））.
8. ↑  林縉明. . 《中國時報》. 2018-12-22  [2018-09-03]. （原始内容存档于2019-08-31） （中文（繁體））.
9. ↑  林縉明. . 《中國時報》. 2018-12-22  [2018-09-04]. （原始内容存档于2019-08-27） （中文（繁體））.

## 外部連結
- 林昆鋒的Facebook專頁
- 林昆鋒的Instagram帳戶